# 对印尼华人的歧视
对印度尼西亞華人的歧视、暴力行为最早可追溯至1740年以前，当时荷属东印度政府曾于红溪惨案期间杀死了超过一万名华裔。自那时起，对印尼华人的排挤事件便屡屡出现在印尼本国与其他国家的政府日志之中。记录中，规模最大的两次失控事件发生在1965年、反共清洗中的一次政变事件中，以及1998年由对华贸易引起、造成上百名华裔妇女遭强奸的黑色五月暴动事件。这些事件都与前独裁者苏哈托有关系。
在此类事件中，歧视行为既可以是由暴力、法律限制引起、也可由日常对话的措辞、语调产生。因为这类的歧视现象，印尼华人面临着身份危机，既无法融入华人群体中，也无法融入印尼人的群体之中。
1945年8月17日，国父苏加诺宣布印尼独立。10月，荷兰殖民者卷土重来，1949年11月2日，荷兰宣布放弃对印尼的管治权。不完全统计，1945年9月至1949年9月期间，华人共死伤3500人，失踪1631人，财产损失计荷币5.3亿盾。1946年3月印尼军队“焦土政策”抗击荷兰殖民军，撤退时焚烧万隆南区。部分暴徒乘机焚烧华人的房屋、抢掠财产、虐待和屠杀华人。1946年6月文登惨案，3天时间被杀的华人达653名，403人失踪。1945年11月泗水惨案、1946年8月山口洋惨案、1946年9月巴眼亚比惨案、1947年1月的巨港惨案。